# Karsten Heine
Karsten Heine (* 6. April 1955 in Berlin) ist ein ehemaliger deutscher Fußballspieler und aktueller -trainer.

## Aktive Laufbahn

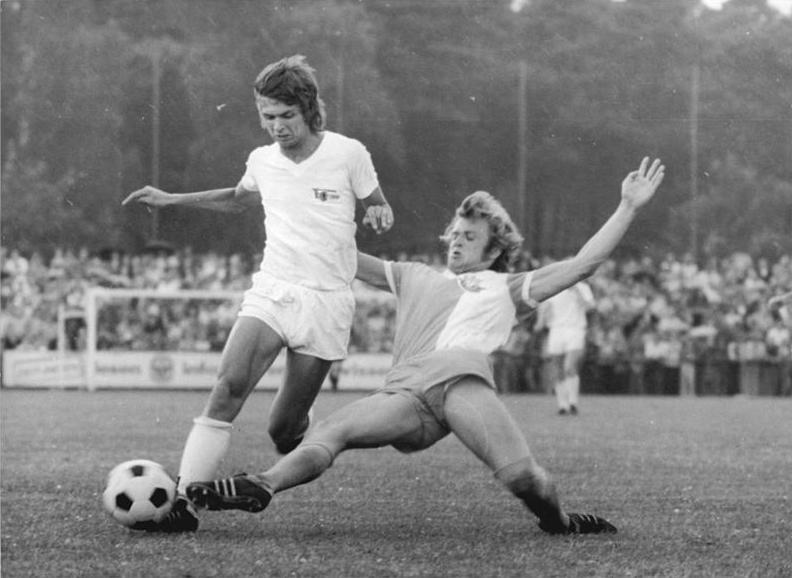
Heine (links) 1976 im Duell mit dem Rostocker Jörg Kampf

Heine begann 1963 bei der heimischen GSG Köpenick mit dem Fußballspielen. Von dort wechselte er 1969 in die Jugend des 1. FC Union Berlin, wo ihm vier Jahre später auch der Sprung in die erste Männermannschaft gelang, als er am letzten Spieltag der Saison 1972/73 gegen den FC Carl Zeiss Jena zum Einsatz kam. In den folgenden Spielzeiten in der DDR-Liga entwickelte er sich zum Stammspieler bei den „Eisernen“ und konnte 1976 die Rückkehr in die Oberliga feiern.
Dort hielten sich Heine und die Mannschaft vier Jahre lang, wobei er 99 von 104 möglichen Oberligapartien bestritt. Ab der Saison 1980/81 traten die Unioner wieder in der DDR-Liga an, verpassten aber den sofortigen Wiederaufstieg. In der Folgesaison gelang zwar die Rückkehr, doch Heine war daran nur mit sieben Einsätzen beteiligt. Für die neue Oberliga-Saison 1982/83 wurde Heine zwar als Mittelfeldspieler nominiert, kam aber nicht mehr zum Einsatz, da er schon im September 1982 für drei Monate zum Reservisteneinsatz in die Armee eingezogen wurde.
Anschließend kehrte Heine nicht mehr zum 1. FC Union zurück, sondern schloss sich dem DDR-Ligisten BSG Stahl Brandenburg an. Dort wurde er mit Beginn der Rückrunde 1982/83 wechselweise als Mittelfeldspieler oder Stürmer eingesetzt und fehlte bis zum Saisonende nur in einem Punktspiel. In der Spielzeit 1983/84 war Heine der gesetzte Mittelfeldregisseur und bestritt sämtliche Punktspiele sowie alle acht Spiele in der Aufstiegsrunde zur Oberliga. Nachdem im Folgejahr Stahl der Klassenerhalt geglückt war, kehrte er nach 22 Oberligaspielen zum Beginn der Saison 1985/86 noch einmal zum 1. FC Union Berlin zurück, der erneut in der DDR-Liga spielte. Verletzungsbedingt bestritt er für die Köpenicker nur noch sechs Punktspiele und beendete im Dezember 1986 schließlich seine Karriere als Fußballspieler. Mit 42 Spielen in der Oberligaaufstiegsrunde (16 für Brandenburg, den Rest für Union) hält Heine einen Rekord, der nach der Abschaffung dieses Modus und dem Untergang der DDR ungebrochen bleiben wird.

## Stationen als Trainer

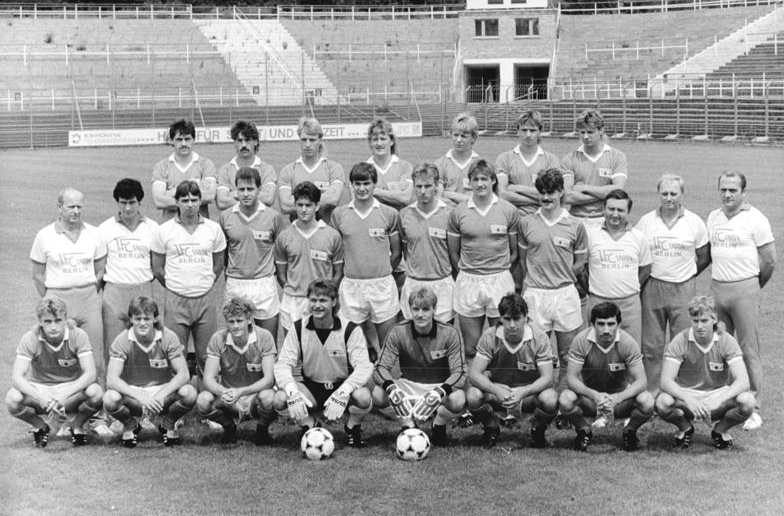
Heine (mittlere Reihe, Dritter von links) als Trainer des 1. FC Union 1988

Heines erste Station als Trainer war ab Januar 1987 die BSG WBK Berlin (heute SV Bau Union Berlin), wo er ein Jahr als Spielertrainer tätig war und den Aufstieg von der Kreis- in die Bezirksklasse erreichte. Vor dem Beginn der Oberliga-Rückrunde 1987/88 kehrte er dann abermals zum 1. FC Union zurück, um das Amt des Cheftrainers von Karl Schäffner zu übernehmen. Unter seiner Führung gelang der Mannschaft in buchstäblich letzter Minute noch der Klassenerhalt. Diesen verpasste das Team dann aber ein Jahr später und musste 1989/90 wieder in der Liga starten. Da auch die Folgesaison in der Liga nicht erfolgreich verlief und Union immer mehr den Anschluss an Tabellenführer FC Vorwärts Frankfurt verlor, wurde er im April 1990 vorzeitig entlassen.
Danach schloss er sich zum Beginn der Saison 1990/91 dem Bundesligisten Hertha BSC als Co-Trainer an. Mit den Herthanern erlebte Heine eine katastrophale Saison, die im Abstieg aus der Bundesliga mündete. Er selbst betreute die Mannschaft für die letzten Spiele der Saison, nachdem Werner Fuchs, Pál Csernai und Peter Neururer den Abstieg nicht hatten verhindern können. In der Folgesaison rückte Heine wieder zurück auf die Co-Trainer-Position. Diese behielt er bis zum Oktober 1993, als er zusammen mit dem damaligen Cheftrainer Günter Sebert die sportliche Leitung abgeben musste. Außerdem betreute er die Amateur-Mannschaft des Vereins, mit der ihm im DFB-Pokal-Wettbewerb der Saison 1992/93 eine Sensation gelang, als man das Finale im Berliner Olympiastadion erreichte und dort nur knapp mit 0:1 an Bayer 04 Leverkusen scheiterte.
Im März 1994 wurde er erneut zum Cheftrainer der Hertha ernannt, nachdem diese in der 2. Bundesliga in Abstiegsnöte geraten war. Heine konnte die Klasse halten und überstand auch die Folgesaison mit den Berlinern in der zweiten Liga. Als er mit Hertha in der Saison 1995/96 erneut in Abstiegsgefahr geriet, wurde er nach dem Ende der Hinrunde durch Jürgen Röber ersetzt. Bereits vier Monate später kehrte (zum vorerst letzten Mal) zu den Unionern zurück, um das Team in der Regionalliga Nordost zu trainieren. Seine zweite Amtszeit in Köpenick war überschattet von den schweren finanziellen Schwierigkeiten, die den Klub an den Rand einer Insolvenz führten. So verließen nacheinander viele gute Spieler wie Marko Rehmer, Ervin Skela oder Jörg Schwanke den Verein, bis schließlich auch Heine im September 1997 sein Amt niederlegte.
Einen Monat später übernahm er die Trainerstelle beim Regionalligakonkurrenten SV Babelsberg 03. Ihm folgten bald ehemalige Kollegen, die den krisengeplagten 1. FC Union ebenfalls Richtung Babelsberg verließen, darunter Jörg Schwanke, Nico Patschinski oder Tom Persich sowie sein Co-Trainer Frank Vogel. Aber auch in Babelsberg gab es finanzielle Probleme und als es in der Saison 1999/2000 so aussah, dass man die Qualifikation für die neue zweigleisige Regionalliga nicht erreichen könne, mussten Heine und sein Assistent Vogel gehen.
Danach zog sich Heine vorerst aus dem Trainergeschäft zurück und arbeitete u. a. als Scout für eine Spielervermittlungsagentur. Zum Beginn der Rückrunde der Saison 2003/04 kehrte er wieder zur Hertha zurück und übernahm die zweite Mannschaft in der NOFV-Oberliga Nord. Mit Hertha II gelang ihm der Aufstieg in die Regionalliga sowie der Sieg im Berliner Landespokal. Danach konnte er sich zwei Jahre in der Drittklassigkeit behaupten und bildete dabei Spieler wie Ashkan Dejagah, die Boateng-Brüder Kevin-Prince und Jérôme oder Patrick Ebert aus.
Im April 2007 wurde er zum dritten Mal auf die Position des Cheftrainers der ersten Mannschaft befördert, nachdem das Bundesligateam unter seinem Vorgänger Falko Götz in Abstiegssorgen geraten war. Ihm gelang der erhoffte Klassenerhalt und danach ging er wieder zur Amateurmannschaft zurück, die unter seinem Vertreter Jochem Ziegert in die Oberliga abgestiegen war. Nach einem Jahr schaffte Hertha II mit Heine die Rückkehr in die Regionalliga.
Am 28. September 2009 übernahm Heine nach der Entlassung von Lucien Favre und bis zur Verpflichtung von Friedhelm Funkel für knapp eine Woche erneut interimsweise den Trainerposten bei der ersten Mannschaft der Hertha.
Am 8. Oktober 2013 unterschrieb Heine einen Vertrag bis 2015 beim Chemnitzer FC, wo er die Nachfolge des zurückgetretenen Gerd Schädlich antrat. Im März 2015 wurde der Vertrag bis zum 30. Juni 2017 verlängert. Am 24. November 2015 informierte Heine den Chemnitzer FC, dass er einen akuten Hörsturz erlitten hat. Danach war Heine krankgeschrieben. Am 2. März 2016 wurde Karsten Heine vom Chemnitzer FC beurlaubt. Sein Nachfolger wurde Sven Köhler.
Nach längerer Pause übernahm Karsten Heine zur Saison 2019/20 das Traineramt beim Fußball-Regionalligisten VSG Altglienicke. Dort wurde er am 7. November 2023 entlassen. Seit dem 1. Juli 2024 ist er Trainer von Eintracht Mahlsdorf.

## Privat
Heine ist verheiratet und hat drei Söhne. Oliver Heine war ebenfalls Fußballspieler u. a. bei Heines ehemaligen Klub Union sowie beim Köpenicker SC. Heute arbeitet er im Jugendbereich von Hertha BSC als Trainer.

## Erfolge
als Spieler:
- Aufstieg in der DDR-Oberliga: 1976 (mit dem 1. FC Union Berlin) und 1984 (mit der BSG Stahl Brandenburg)
- 106 Einsätze (9 Tore) in der DDR-Oberliga für den 1. FC Union

als Trainer:
- DFB-Pokal-Finalist 1992/93 (mit Hertha BSC II)
- Sieger im Berliner Landespokal: 1992 und 2004 (mit Hertha BSC II)
- Sieger im Brandenburgischen Landespokal: 1999 (mit dem SV Babelsberg 03)